# Xysticus federalis
Xysticus federalis là một loài nhện trong họ Thomisidae.
Loài này thuộc chi Xysticus. Xysticus federalis được Willis J. Gertsch miêu tả năm 1953.